# Amastus phaeosoma
Amastus phaeosoma är en fjärilsart som beskrevs av George Francis Hampson 1901. Amastus phaeosoma ingår i släktet Amastus och familjen björnspinnare. Inga underarter finns listade i Catalogue of Life.